# Leif Falk
Leif Falk (født 1940, død 19. februar 2019) var en dansk friskolemand og musiklærer. Han var katalysator for den aarhusianske rytmiske musikscene i 1980'erne.
Falk blev uddannet som lærer 1963 fra Aarhus Seminarium. Ansat som musiklærer på Aarhus Friskole i 1965.